# تحدي ألب دوزيس الخيري
ألب دوزيس هو حدث هولندي لجمع التبرعات لمكافحة السرطان حيث يتسلق الناس، عادة باستخدام الدراجات الهوائية، ست مرات في يوم واحد. تشتهر جبال ألب دويز [الإنجليزية] في هولندا بأنها واحدة من الجبال الرئيسة في طواف فرنسا للدراجات حيث حقق الدراجون الهولنديون نجاحًا نسبيًا تاريخيًا. تُنظم مؤسسة ألب دوزيس هذا الحدث، التي يتكون اسمها من مزيج من اسم جبل ألب دويز والكلمة الهولندية " zes " (ستة) في إشارة إلى عدد مرات التسلق، وشعارها هو «الاستسلام ليس خيارًا» (بالهولندية: opgeven is geen optie).
في النسخة الأولى من الحدث عام 2006، كان الرقم ستة محوريًا، حيث تم تحدي المشاركين لتسلق الجبل 6 مرات في تاريخ 6/6/2006، بمشاركة 66 متسابقًا. في السنوات اللاحقة أصبح عدد التسلقات أكثر مرونة، حيث لا يزال البعض يتسلق ست مرات، بينما يكتفي آخرون بتسلقه مرة واحدة أو أكثر. يمكن أن تتكون الفرق من أي عدد من الأشخاص وجمع الأموال بشكل مشترك.
يهدف الحدث إلى جمع التبرعات لأبحاث السرطان. يعتمد هذا الحدث على المتطوعين، ويتحمل المشاركون أنفسهم كافة التكاليف. مهمة ألب دوزيس هي جمع الأموال لدعم الأبحاث التي تضمن ألا يموت أي شخص بسبب السرطان في المستقبل.
حصل بيتر كابيتين، وهو ناجٍ من السرطان وأحد مؤسسي الحدث والمشاركين في نسخته الأولى عام 2006، على الدكتوراه الفخرية من جامعة أمستردام الحرة في أكتوبر 2012 تقديرًا لـ «إسهاماته الاستثنائية في البحث وتحسين حياة المصابين بالسرطان».

## صندوق ألب دوزس/الجمعية الهولندية للسرطان
مع تزايد المبالغ الكبيرة التي تُجمع من خلال الحدث، قررت الجمعية الهولندية للسرطان (KWF) إدارة التبرعات في صندوق خاص أُطلق عليه اسم: Alpe d'HuZes/KWF-fonds . يُستخدم هذا الصندوق لتمويل تكاليف الأبحاث عبر نظام المنح الخاص بالجمعية الهولندية للسرطان، مع التركيز بشكل خاص على الأبحاث طويلة الأمد المتعلقة بإعادة تأهيل مرضى السرطان بنجاح. يأتي ذلك انطلاقاً من الاستنتاج الذي يشير إلى أن هناك الكثير من المعرفة حول أسباب الإصابة بالسرطان، بينما لا تزال هناك فجوة في فهم العوامل التي تؤثر على حياة المرضى بعد التشخيص والعلاج.

## فضائح 2013 وانخفاض التبرعات
بعد نسخة 2013، تعرض الحدث والمؤسسة لانتقادات شديدة بسبب عدم إنفاق 37 مليون يورو من التبرعات السابقة، حيث اشتكى الباحثون من غياب الشفافية في عملية التمويل. وفي وقت لاحق من ذلك العام، اتُهم كوين فان فينينداال، أحد المؤسسين والعضو السابق في مجلس الإدارة، بأخذ مبالغ كبيرة من المال من المؤسسة، سواء من خلال التعويضات المرتفعة أو العمل لصالح شركة أنسبير تو لايف التي كانت مدعومة من المؤسسة. اكتشف أن ثلاثة (3) ملايين يورو من الإعانات لم تُستخدم بالكامل في الأبحاث العلمية، بل أُنفق معظمها على التكاليف الإدارية وتعويضات السفر. أعلن مجلس إدارة الشركة استقالته وأدان مجلس إدارة شركة ألب دوزيس سلوكه.
أثارت الفضيحة ضجة إعلامية كبيرة في هولندا، وأصبحت واحدة من أنجح جهود جمع التبرعات فجأة أقل تقديرًا. في السنوات التي تلت ذلك، عززت ألب دوزيس والجمعية الهولندية للسرطان الضوابط والتوازنات بعد أن أُجبرتا على الاعتراف بأن الرقابة لم تكن كافية في حالة أنسبير تو لايف وبعض الإعانات الأخرى. في العام التالي (2014)، تراجعت التبرعات إلى 13.5 مليون يورو مقارنة بـ 29 مليون يورو في 2013، واستمرت التبرعات في السنوات التالية في حدود 10-15 مليون يورو فقط. تراجعت أيضًا التبرعات السنوية المباشرة للجمعية الهولندية للسرطان بنسبة 15%، حيث انخفضت التبرعات للمنظمات الخيرية الأخرى بمعدل 8% في المتوسط بسبب الأزمة الاقتصادية، لكن جزءًا من التراجع كان بسبب فضيحة ألب دوزيس. ويرجع هذا جزئيًا إلى الأزمة الاقتصادية، حيث جمعت الجمعيات الخيرية الأخرى في المتوسط 8% أقل - ولكن الانخفاض كان أيضًا بسبب الفضائح. 

## الطبعات
منذ إصدارها الأول في عام 2006، جمعت ألب دوزيس أكثر من 150 مليون يورو لمكافحة السرطان.
| السنة | اليوم (الأيام) | المشاركون                       | المبلغ المجموع  | الملاحظات الأخرى            | المرجع        |
| ----- | -------------- | ------------------------------- | --------------- | --------------------------- | ------------- |
| 2006  | 6 يونيو        | 66                              | €370,091.98     | الطبعة الأولى               | [ 16 ]        |
| 2007  | 7 يونيو        | 77 شخصيا 9 فرق                  | €1,043,155.11   | 7 تسلقات                    | [ 17 ]        |
| 2008  | 5 يونيو        | 100 شخص 54 فريق                 | 3.5 مليون يورو  | 6 + 2 تسلق                  | [ 18 ]        |
| 2009  | 4 يونيو        | 1300                            | 5.7 مليون يورو  | 6، 7، 8 أو 9 تسلقات         | [ 19 ]        |
| 2010  | 3 يونيو        | 2500 شخص[النص 1] 250 فريق       | 11.9 مليون يورو | عودة إلى 6 تسلقات           | [ 20 ]        |
| 2011  | 9 يونيو        | 4500                            | 20.2 مليون يورو |                             | [ 21 ]        |
| 2012  | 6 و 7 يونيو    | 3000 في 6 يونيو 5000 في 7 يونيو | 32.2 مليون يورو |                             | [ 22 ]        |
| 2013  | 5 و 6 يونيو    | 7800                            | 29 مليون يورو   |                             | [ 23 ] [ 24 ] |
| 2014  | 4 و 5 يونيو    | 5000                            | 13.5 مليون يورو |                             | [ 25 ]        |
| 2015  | 4 يونيو        | 4693                            | 12 مليون يورو   |                             | [ 26 ]        |
| 2016  | 1 و 2 يونيو    | 4500                            | 11.1 مليون يورو |                             | [ 27 ]        |
| 2017  | 1 يونيو        | 4000                            | 10.4 مليون يورو | أُلغي الحدث جزئيا بسبب الطقس | [ 28 ]        |
| 2018  | 6 و 7 يونيو    |                                 | 11.3 مليون يورو |                             |               |
| 2019  |                |                                 | 11.9 مليون يورو |                             | [ 29 ]        |
| 2020  |                |                                 | 7.2 مليون يورو  | أُلغي الحدث بسبب كوفيد-19    | [ 29 ]        |
| 2021  |                |                                 | 1.5 مليون يورو  | أُلغي الحدث بسبب كوفيد-19    | [ 29 ]        |
| 2022  |                |                                 | 7.9 مليون يورو  |                             | [ 29 ]        |

## الملاحظات
1. ↑  (باللاتينية: Inspire2Live)
2. ↑  على الرغم من أنه في ديسمبر 2013 قيل أنهم لم يقدموا استقالتهم فعليا.